# Metasyleus orissus
Metasyleus orissus is een hooiwagen uit de familie Sclerosomatidae.